# ابن الجنيد الإسكافي
أبو علي محمد بن أحمد بن جنيد الكاتب الاسكافي المعروف بابن الجُنَيد من فقهاء الإمامية ومتكلميهم في القرن الرابع الهجري ومن مشايخ الشيخ المفيد. يعبّر عنه وعن ابن أبي عقيل العماني بـالقديمَين.
وقد اختلفت كلمة الاعلام والفقهاء في القيمة العلمية لفقه ابن الجنيد، لكن أوّل من أثنى على فقهه ونقل آراءه ببالغ الاجلال والتعظيم هو ابن إدريس الحلي (المتوفى سنة 598 هـ) في السرائر، ثم تلاه في ذلك المحقق في المعتبر وتلميذه الآبي، والعَلاَّمة وولده الفخر، وابن فهد الحلي، والسيد ابن طاووس في الاقبال. وبهذا تكون مدرسة الحلة هي أول كيان علمي للشيعة يتفاعل مع فقه ابن الجنيد وينظر إلى ارائه نظر الجد والاحترام.
ومنذ تلك الآونة بدأت النظرة السلبية عن ابن الجنيد تأخذ بالأفول، واطرد الاهتمام بفقهه والالتفات إلى عمقه ودقته حتى صار ينظر إليه أنه من كبار فقهاء الأصحاب وأجلِّهم كما في عبارة ابن ادريس، وعدّه المحقق الحلي من الأفاضل المعروفين بفقه الاخبار وصحة الاختيار وجودة الاعتبار ومن أصحاب كتب الفتاوى الذين اختار النقل عنهم، ووصفه العلامة بانه شيخ الامامية ووجه في أصحابنا ثقة جليل القدر، وبخصوص كتابه الاحمدي اطراه بما هو شانه فقال: «كتاب جيد، يدلّ على فضل هذا الرجل وكماله، وبلوغه الغاية القصوى في الفقه، وجودة نظره».

## ولادته ونسبه
لم تسجل لنا المصادر التي تعرضت لترجمة حياته تاريخ ولادته إلا أنّ المظنون من القرائن أنها كانت في حدود سنة 290 هجرية. ويرجع نسبه إلى أسرة بني الجنيد التي تعد من الأسر العريقة التي تتميز بالشرف والوجاهة في مجتمعها بمدينة الإسكاف.

## كنيته وألقابه
يكنى بأبي علي، وهو المقصود بها على الإطلاق في كتب الفقهاء.. واما القابه التي اشتهر بها في كتب الفقهاء والرجاليين فهي ابن الجنيد والكاتب والاسكافي نسبة إلى اسكاف ناحية ببغداد صوب النهروان.

## مؤلفاته وآثاره
ترك ابن الجنيد مجموعة كبيرة من المؤلفات، موزعة على أكثر من علم، هي:

### الفقه
| 1. تهذيب الشيعة لأحكام الشريعة. 2. الأحمدي للفقه المحمدي أو المختصر الأحمدي في الفقه المحمدي. 3.الاستنفار. 4. تبصرة العارف ونقد الزائف؛ في الفقه، وفيه الإحتجاج للمذهب والرد على المخالفين فيه والانفصال عن المعارضات التي يعارضون بها في الأحكام. 5. رسالة البشارة والنذارة والاستنفار الي الجهاد. 6. المسح علي الخفين. ولعله نفسه الذي ذكر في كتاب التهذيب. 7. مناسك الحج. 8. مفرد في النكاح. 9. اشكال جملة المواريث. 10. فرض المسح علي الرجلين. | 11. زكاة العروض. 12. الحاسم للشنعة في نكاح المتعة. 13. الانتصاف من ذوي الانحراف عن مذهب الأشراف في مواريث الأخلاف. 14. مسالة في وجوب الغسل علي المراة اذا انزلت ماؤها في يقظة او نوم. 15. حدائق القدس، في الأحكام التى اختارها لنفسه. 16. الارتياع في تحريم الفقاع. نقل عنه الشيخ الطوسي في رسالة تحريم الفقاع. 17. الافصاح والايضاح للفرائض والمواريث. 18. النصرة لأحكام العترة. 19. وكان له نحو ألفي مسألة في نحو ألفين وخمسمائة ورقة. |

### اصول الفقه
1. الفسخ علي من أجاز النسخ لما تم نفعه وجمل شرعه.
2. اظهار ما ستره أهل العناد من الرواية عن أئمة العترة في أمر الاجتهاد.
3. كشف التمويه والإلباس علي أغمار الشيعة في أمر القياس.
4. المسائل المصرية.

### في مجال علم الكلام
| 1. كتاب التحرير والتقرير. 2. كتاب الالفة. 3. كتاب إزالة الران (في الفهرست: الداء) عن قلوب الاخوان.واضاف الشيخ اليه في معني كتاب الغيبة. 4. كتاب خلاص المبتدئين من حيرة المجادلين. 5. كتاب تنبيه الساهي بالعلم الإلهي. | 6. كتاب من شنع علي الشيعة في أمر القرآن، لعله رد على شبهة تحريف القرآن. 7. كتاب قدس الطور وينبوع النور في معني الصلاة علي النبي . 8 كتاب الظلامة لفاطمة. 9. كتاب الأسفارفي الرد على المؤبدة (أو رد المرتدين كما اثبته ابن النديم والمعالم). 10. كتاب نقض ما نقضه الزجاجي النيشابوري علي الفضل بن شاذان. | 11. كتاب نور اليقين وبصيرة العارفين.ذكره الشيخ في الفهرس. 12.نوادر اليقين وتبصرة العارفين، وفي فهرست ابن نديم: نور اليقين ونصرة العارفين. 13. كتاب الشهب المحرقة للاباليس المسترقه وهو رد على أبي القسم بن البقال المتوسط. 14. كتاب الذخيرة لأهل البصيرة. |

### تأليفه في علم الكتابة
1. كتاب عَلَم النجابة في علم الكتابة.

### تاليفه في علم اللغة
1. تفسح العرب في لغاتها واشاراتها الي مراداتها في معني ما الاشارات أي ما ينكره العوام وغيرهم من الاسلوب.

### تأليفه في الفهارس
1. كتاب اللطيف.
2. كتاب نثر طوبي.
3. كتاب التراقي الي أعلى المراقي.
4. كتاب الوعظ المشترط.
5. كتاب كشف الأسرار.
6. كتاب سبيل الفلاح لأهل النجاح.
7. جوابات معزّالدولة.
8. جوابات سُبُكْتِكِيْن العجمي.
9. الإيناس بأئمة الناس.
10. كتاب استخراج المراد من مختلف الخطاب.
11. مسائل كثيرة.
12. حديث الشيعة، يحتمل كونه في الحديث.
13. النوادر.
14. الإفهام لأصول الأحكام.[4]

## مشايخه
لم تحدد كتب التراجم والرجال مشايخ الفقيه الاسكافي، وكذا الحال بالنسبة لتلامذته والراوين عنه، ولكن الشيخ صفاء الخزرجي تتبع أسماء مشايخه والرواة عنه في ترجمته لابن الجنيد وهم:
- العاصمي، أحمد بن محمد بن عاصم أبو عبد اللّه، وهو ابن أخي علي ابن عاصم المحدّث.
- حميد بن زياد بن حماد الدهقان، (المتوفى سنة 310هـ )، كوفي، سكن سورا.
- الشلمغاني، محمد بن علي بن أبي العزاقر، (المتوفى سنة 322هـ ).
- عبد الواحد بن عبد اللّه بن يونس (المتوفى سنة 326هـ ).
- محمد بن علي بن معمر الكوفي.
- أبو عثمان بن عثمان بن أحمد الذهبي.

## تلامذته والرواة عنه
- الشيخ المفيد، محمد بن محمد بن النعمان، (المتوفى سنة 413هـ ).
- الحسين بن عبيد اللّه الغضائري، (المتوفى سنة 411هـ ).
- أحمد بن عبد الواحد بن عبدون.
- الرجالي الكبير أبو العباس أحمد بن علي النجاشي، (المتوفى سنة 450 هـ ).
- جميع مشايخ النجاشي الذين أجازهم ابن الجنيد، واجازوا النجاشي رواية
- الشيخ الطوسي، محمد بن الحسن، (المتوفى سنة 460هـ ). ينقل عنه بواسطة واحدة. عن ابن عبدون والشيخ المفيد كما في الفهرست، وعن جماعة - لم يحددهم كما في الرجال.
- الشيخ هارون بن موسى التلعكبري.[5]